# Ecaterina Merică
Ecaterina Merică (geboren 21. September 1941 in Bălți, Königreich Rumänien; gestorben 2008 in Iași, Rumänien) war rumänische Professorin an der Technischen Universität „Gheorghe Asachi“ in Iași am Lehrstuhl für Organische Industrie und Präsidentin der Rumänischen Gesellschaft für Kosmetikchemiker (rumänisch Societatea Romana a Chimistilor Cosmetologi SRCC) mit dem Sitz in Iași, die an dem Internationalen Verband der Gesellschaften für Kosmetikchemiker (englisch International Federation of Societies of Cosmetic Chemists IFSCC) angeschlossen ist. Sie ist Gründerin des Internationalen Bildungs- und Erziehungsprogramms für Kosmetologie „Ecaterina Merică“.

## Leben

### Akademischer Werdegang
Ecaterina Merică absolvierte 1957 das Theoretische Gymnasium Carmen Silva in Botoșani. Zwischen 1957 und 1963 studierte sie am Polytechnischen Institut der Fakultät für Industrielle Chemie aus Iași, Abteilung für Chemie und Technologie makromolekularer Verbindungen. 1975 absolvierte sie eine sechsmonatige Spezialisierung in Design am Institut für Design für die Industriechemie in Iasi. Merică promovierte 1986 in Chemieingenieurwesen am Polytechnischen Institut mit der Arbeit „Stoffübergang beim Dünnfilmfluss von Suspensionen“.
Von 1993 bis 2001 war Merică wissenschaftliche Sekretärin der SRCC und wurde 2001 zur Präsidentin der Gesellschaft gewählt. Sie war Mitglied der Rumänischen Gesellschaft für Chemieingenieurwesen (SICR).
Während ihrer Dozententätigkeit an der Technischen Universität „Gheorghe Asachi“ in Iași hat Merica u. a. folgende Lehrveranstaltungen gehalten: Technologie der organischen Stoffwechselintermediate und Technologie der Kosmetik.

### Berufsleben und Pionierarbeit in der Kosmetologie als Wissenschaft
Im Laufe ihrer wissenschaftlichen Laufbahn hat Merică zahlreiche Forschungsthemen bearbeitet, darunter die Forschung zu Pflanzenextrakten und ätherischen Ölen mit möglichen Anwendungen in Kosmetik, Medizin oder als Lebensmittelaromen sowie zur Rheologie von Emulsionen und Suspensionen. Als Inhaberin des Studiengangs Kosmetiktechnologie an der Fakultät für Industrielle Chemie in Iași – der einzigen Fakultät des Landes, an der dieser Studiengang gelehrt wird –  entdeckte die Forscherin in den 1970er Jahren zusammen mit ihren Kollegen eine neue Technologie zur Gewinnung eines synthetischen Parfüm, das natürlichen Moschus nachahmt, wie die Zeitung Ziarul in einem Interview mit Merică berichtete. Damals wurde dieses Parfüm nur in Deutschland und China hergestellt, sagte Merică der Zeitung. Durch diese Technologie erhielt Merică auf originelle Weise vier synthetische Produkte: den chilenischen Moschus, den Ambrette-Moschus, den Keton-Moschus und den Thibetin-Moschus. Zu ihren weiteren Forschungsergebnissen gehörte auch die Gewinnung von Diphenylmethan, einem Duftstoff, der den Geruch von Orangenblüten nachahmt und auch als Kühlmittel in Kernreaktoren verwendet werden kann.
Merică hat in Zusammenarbeit mit anderen Kolleginnen und Kollegen zahlreiche angemeldete Erfinderzertifikate und Patente. Eins davon wurde beim Europäischen Patentamt in München angemeldet und trägt den Titel „Neue Arylamidosulfonyl-aryloxialchil-carboxysäuren“.
Neben dem Studium der Fachliteratur hat die Chemikerin Kooperationen mit Unternehmen der Kosmetikindustrie aufgebaut. Merică gestand 2004, dass „obwohl es bereits eine technologische Basis gibt, werden trotzdem noch leistungsstarke Geräte benötigt“. Als weiterer Aspekt stellte sie fest, dass die rumänische Kosmetikindustrie, die sich einerseits auf dem Weg nach oben befinde und andererseits aber auch unter dem Druck einer verstärkten internationalen Konkurrenz stehe, leistungsstarke Fachkräfte brauche. Dies veranlasste Merică, Schulungs- und Weiterbildungskurse für Spezialisten zu initiieren und zu entwickeln.
Im Jahre 1999 erhielt die SRCC  25.000 US-Dollar von der Weltbank, die für die Entwicklung eines Projektes zur Programmgründung (PIP) ausgegeben wurden. Dieses Programm hatte die Erstellung eines Hochschullehrplanes und weiterer analytischer Lehrpläne als Ziel. „In unserem Land hat es eine solche Initiative bisher noch nie gegeben“, erklärte Merică im Juli 1999 gegenüber der Lokalen Tageszeitung BZI von Iași. Ziel dieser Initiative war, „die Einrichtung einer Fachschule für die Vorbereitung der Fachkräfte für die Kosmetikindustrie innerhalb der Fakultät für Industrielle Chemie in Iași, eine Premiere in Rumänien“.
Aus Mericăs Bemühungen und unter ihrer Verantwortung entstand unter der Schirmherrschaft des IFSCC ein internationales Kosmetik-Ausbildungsprogramm, das seit ihrem Tod 2008 ihren Namen trägt.
Als Vertreterin des SRCC Rumänien erhielt Merică 2003 den Lester Conrad Award des IFSCC für ihre Verdienste zur Förderung der Ausbildung und Erziehung/Weiterbildung im Bereich der Kosmetologie. Der mit 8000 Franken dotierte Preis wird für alle drei Jahre verliehen.

### Das Internationale Bildungs- und Erziehungsprogramm für Kosmetologie „Ecaterina Merică“
Das Programm ist nach Ecaterina Merică benannt worden, „als Dank für ihre Arbeit bei der Anwendung der neuesten wissenschaftlichen Ergebnisse im Bereich Forschung, Herstellung, Verkauf, Vertrieb und Verwendung von kosmetischen Produkten“. Die Botschaft von Merică lautete: „Die berufliche Ausbildung eines Wissenschaftlers darf sich nicht allein am Herkunftsland orientieren“.
Dieses Programm startete zuerst in Rumänien und Bulgarien und fand danach jährlich in einem anderen Land statt. Bisher haben Länder wie Kroatien, Portugal, die Philippinen, Malaysia, Thailand, Ecuador, Guatemala, Peru, Uruguay, Kolumbien und Chile von diesem Programm profitiert. Es richtet sich an Chemiker, Physiker, Biologen, Spezialisten für Toxikologie, Prüfung, Gesetzgebung und Marketing mit Fachkenntnissen auf dem Gebiet der Kosmetik und verwandten Gebieten sowie an Doktoranden und Masterstudenten, die sich für das Gebiet der Kosmetik interessieren. An den verschiedenen  Veranstaltungen der Tagung nehmen auch zahlreiche Vertreter der rumänischen und internationalen Kosmetikindustrie, Kosmetikprüfunternehmen, Apotheker und Dermatologen teil.

## Zertifikate und Patente
- mit R. E. Stoica, S. Goldeanu, „Kräutergel für therapeutische Anwendungen“, Patentanmeldung beim Landesamt für Erfindungen und Marken (rumänisch OSIM) eingereicht, März 2002
- mit I. Bălan, N. Bălan, S. Oprea, „Verfahren zur Gewinnung von 4-Aminostyrol“, Patentanmeldung Nr. 96-01050/1996, genehmigt am 13. Juni 2000
- mit C. Șoldea, L. Odochian, M. Petrescu, „Verfahren zur Gewinnung von f-Butyl-m-Xylol“, Erfinderzertifikat Nr. 85986/1984
- Gh. Botez, C. Oniscu, C. Gorea, „Neue Arylamidosulfonyl-aryloxialchil-carboxysäuren,“ Deutsche Patentschrift München P.20.93.699/1973[5]
- mit Gh. Botez, C. Oniscu, C. Gorea, L. Jerca, „Neue Arylamidsulfonyl-Ariloxialchilcarbonsäuren und ihr Herstellungsverfahren“, Erfinderschein Nr. 56123/1973
- mit Gh. Botez, C. Oniscu, C. Gorea, „Verfahren zur Herstellung von Arylamidosulfonylaryloxyalchilcarbonsäuren“, japanisches Patent, Niimi Patent Agency-Japan, Patent Application 118493/1972

## Publikationen

### Bücher
- mit Gh. Lupusor, C. Șoldea, V. Bucea-Gorduza, Ingineria sintezei intermediarilor aromatici – Baze teoretice, vol. 1, Editura Tehnică București, 1977 (Techniologie der Synthese aromatischer Zwischenprodukte - Theoretische Grundlagen)
- Reactoare și utilaj specific în Industria de Sinteză organică, Litographia Institutului Politehnic Iași, 1980 (Reaktoren und spezifische Ausrüstungen in der Industrie der organischen Synthese)
- mit Gh. Lupusor, C. Șoldea, Ingineria sintezei intermediarilor aromatici – Procese Fundamentale, vol. 2, Editura Tehnică București, 1980 (1981) (Technologie der Synthese aromatischer Zwischenprodukte - Grundlegende Prozesse)
- mit R. Z. Tudose, N. Asandei, M. Lungu, M. Ivan, Reologia compușilor macromoleculari, vol. I, Introducere în Rheologie, Editura Tehnică București, 1982 (Rheologie makromolekularer Verbindungen, Band I)
- mit R. Z. Tudose, N. Asandei, M. Lungu, M. Ivan, Reologia compușilor macromoleculari, vol. II, Reologia Stării Lichide, Editura Tehnică București, 1984 (Rheologie makromolekularer Verbindungen, Band II)
- mit R. Z. Tudose, T. Volintiru, N. Asandei, M. Lungu, M. Ivan, Reologia compușilor macromoleculari, vol. III, Editura Tehnică București, 1986 (Rheologie makromolekularer Verbindungen, Band III)
- Tehnologia produselor cosmetice, vol. I, Activi și Aditivi, Editura Corson, Iași, 2000, ISBN 973-86194-1-6 (Technologie kosmetischer Produkte, Band I)
- mit M. Lungu, Reologia Produselor Cosmetice, Editura Corson, Iași, 2000 (Rheologie kosmetischer Produkte)

### Werke (Auszug)
- mit S. Petrescu, I. Mămăligă, C. Lisa, Fluid-Solid Heat Transfer with Phase Change I. Overall Heat Transfer Coefficient for Melting With Warm Gases, Revue Roumaine de Chimie, 45 (12), 1107–1113, 2000
- mit M. Lungu, Aplicațiile polimerilor sintetici în industria cosmetică, Materiale plastice, v.38, nr.4, p.252/260, 2001 (Anwendungen synthetischer Polymere in der Kosmetikindustrie, Kunststoffe)
- mit M. Lungu, Substanțe fotoprotectoare în produsele cosmetice și de îngrijire, Revista SRCC, vol2, nr. 4, p. 16, 2002 (Lichtschützende Substanzen in Kosmetika und Pflegeprodukten)
- mit C. Șoldea, I. Bălan: Compoziția chimică a uleiului esențial din artemisia annua indigenă (Chemische Zusammensetzung des ätherischen Öls des einheimischen Einjährigen Beifußes), Revista SRCC (Zeitschrift SRCC), 2, 2002
- mit C. Filipovici, J Irimie, The implementation of SR ISO 9001 Quality System in a Unit for Galenical Manufacture (Creams, Gels), Revista SRCC, 1, p. 19–24, 2002, ISSN 1582-7011
- mit M. Lungu, Silicones in formulating the cosmetic, toiletry and care products, NUTRACOS, March/April, p. 14–17, Italia, 2002
- mit M. Lungu, Polimerii naturali în industria cosmetică, NUTRACOS, sept/oct., p. 2–6, Italia, 2002 (Natürliche Polymere in der Kosmetikindustrie)
- mit M. Lungu, Natural Polymers as Rheological Additives, Cellulose Chem. Technol. 5–6., 2003
- mit M. Lungu, M. Popa, M.D. Vicol: Le comportement rheologique des quelques gels a base de xanthane, utilises comme modificateurs de viscosite, 6 eme Colloque Franco-Roumain sur le Polymers, Rouen, PO69, 8–10 Septembre 2003
- mit M. Lungu, A. Chichirău, M. Rusu, Role and Significance of multidisciplinary research in the developement of cosmetic industry, RSCC Magazine, vol. 3, nr. 4, p. 30, 2003